# 祝阿县
祝阿县，中国古县名。
春秋时代其地名为祝柯。西汉置，治所在今山东省济南市长清区东北。属平原郡，新朝曾改为安成县。三国曹魏属济南国，晋朝属济南郡。南朝宋属太原郡。北周移治今禹城市西南。属济南郡。隋、唐属齐州。天宝元年（742年）改名禹城县。 